# Charlotte Skeoch
Charlotte Skeoch, född den 22 februari 1989, är en brittisk skådespelerska, främst känd för rollen som Hannah Abbot i filmerna om Harry Potter.